# Sara Nikolić
Sara Nikolić (Majdanpek, 8. januar 1988) srpska je umetnica u oblasti vajarstva.
Diplomirala 2012. godine na Fakultetu primenjenih umetnosti u Beogradu, odsek vajarstvo u klasi prof. Dragoljuba Dimitrijevića.
Član ULUPUDS-a od 2012. godine, a u statusu slobodnog umetnika od 2013. godine.
Od 2014. godine, student je doktorskih studija na Fakultetu primenjenih umetnosti u Beogradu.

## Samostalne izložbe
- „Ciklusi”, izložba skulptura, Gradska galerija Užice, 2016.
- „Konji”, izložba skulptura, Umetnička galerija „Stara kapetanija”, Zemun, Beograd, 2016.[2]
- „Konji”, izložba skulptura, „Sreten Stojanović”, Prijedor, Republika Srpska, 2018.[3]
- Izložba skulptura, Galerija „Reflektor”, Užice 2021.
- Izložba skulptura „Karusel”, Galerija „Sanjaj”, Beograd 2023.[4]

## Izvedena dela
- Spomenik Palim borcima Prvog svetskog rata, Kučevo, 2015.
- Spomenik Patrijarhu srpskom gospodinu Pavlu, porta Saborne crkva u Trebinju, Republika Srpska, 2017.[5]
- Spomenik Vuku Stefanoviću Karadžiću, Filološki fakultet, Banja Luka, 2017.[6][7]
- Bista Mihajla Pupina, Akademija nauka i umjetnosti Republike Srpske, 2020.
- Spomenik Ljubi Popoviću, Moderna galerija Valjevo, 2023.[8]

## Likovne kolonije
- Likovna kolonija ”MajdanArt”, Majdanpek 2013.
- Likovna kolonija „Outside Project”, Firenca 2012.
- Likovna kolonija „Tera”, Kikinda,  2012.
- Likovna kolonija „Pliva”, Banja Luka, Šipovo, 2106.
- Likovna  kolonija „Pliva”, Banja Luka, Šipovo, 2017.[9]
- Likovna kolonija „Kolo”, Trebinje, 2021.

## Nagrade i priznanja
- Dobitnik ULUPUDS-ove nagrade za skulpturu Patrijarha Pavla na izložbi „Diploma”, 2012.
- Dobitnik treće nagrade na javnom konkursu za idejno rešenje spomenika oslobodiocima Niša u Drugom svetskom ratu, Niš, 2016.
- Dobitnik ULUS-ove nagrade „Zlatno dleto”, za skulpturu na Prolećnoj izložbi u Umetničkom paviljonu „Cvijeta Zuzorić” u Beogradu,  2016.
- Prva nagrada na konkursu za idejno rešenje spomenika Patrijarha Varnave Rosića, Pljevlja, 2024.

## Galerija
- Spomenik Patrijarhu srpskom gospodinu Pavlu, porta Saborne crkva u Trebinju
- Bista Mihajla Pupina, Akademija nauka i umjetnosti Republike Srpske
- Spomenik Vuku Stefanoviću Karadžiću, Filološki fakultet, Banja Luka
- Spomenik Ljubi Popoviću, Moderna galerija Valjevo

## Spoljašnje veze
- „Preporučujemo SARA NIKOLIĆ”. ArtSjaj. Приступљено 6. 10. 2021.
- „Sara Nikolić ima 29 godina i nestvarnim radovima oživela ...”. Vesti. Приступљено 6. 10. 2021.
- „Profesionalci: Sara Nikolić, vajar”. You Tube/RTS prikazuje. Приступљено 6. 10. 2021.